# Arturo Massolo
Arturo Massolo (Palermo, 19 agosto 1909 – Pisa, 30 marzo 1966) è stato un filosofo, storico della filosofia italiano.

## Biografia
Dopo aver intrapreso gli studi presso il Liceo Classico Vittorio Emanuele II, si laurea all’Università di Palermo nel 1934, con una tesi dal titolo Il problema dell’individuo nella filosofia di Antonio Rosmini, con Vito Fazio-Allmayer. Giovanissimo, fu autore di alcuni volumi di poesia.
In seguito ad un periodo di docenza nei licei di Perugia, Catanzaro e Livorno, Arturo Massolo ha insegnato dal 1945 al 1960 all’Università degli Studi di Urbino "Carlo Bo" e dal 1961 al 1966 all'Università di Pisa. 
Il suo pensiero, la sua attività e i suoi scritti hanno influenzato importanti figure del dibattito filosofico del secondo Novecento, come Cesare Luporini, Nicola Badaloni, Livio Sichirollo, Pasquale Salvucci, Gian Mario Cazzaniga, Paolo Cristofolini, Onofrio Nicastro, Massimo Barale, Remo Bodei, Domenico Losurdo.
Gli scambi epistolari avuti con numerosi intellettuali (tra cui spiccano i nomi di Giovanni Gentile, Ugo Spirito, Carlo Bo, Franco Fortini, Luigi Russo, Aldo Capitini, Eric Weil) mostrano l’alta considerazione di cui Massolo godeva all’interno del panorama culturale del secondo dopoguerra. 
Nel 1945 partecipò alla fondazione della rivista Società, entrando tuttavia nel comitato di redazione soltanto nel 1958. La rivista, nel primo anno della sua uscita, ospitò tre importanti saggi di Massolo: Esistenzialismo e borghesismo (1945), La hegeliana dialettica della quantità (1945), L’essere e la qualità in Hegel (1945).
Nell’ultimo periodo della sua vita, ideò e fondò la collana «Socrates» dell’editore Vallecchi, con la quale pubblicò tre volumi: Filosofia e politica di Eric Weil, Vita di Hegel di Karl Rosenkranz e Dialettica e speranza di Ernst Bloch.
Arturo Massolo morì improvvisamente a Pisa nel 1966.

## Pensiero
I suoi studi su Hegel, inclini a valorizzare la filosofia della storia e la dimensione realistica del filosofo tedesco, contrastano tanto la lettura del neoidealismo italiano (Croce e Gentile) quanto quella di Galvano Della Volpe. Nell’ambito della sua riflessione Massolo ha posto le basi teoriche per una nuova ed originale rilettura del rapporto Hegel-Marx, tanto da essere considerato da alcuni interpreti l’avviatore dell’hegelo-marxismo in Italia.
I suoi interessi teoretici si sono rivolti principalmente alla filosofia classica tedesca da Kant ad Hegel, della quale ha studiato, per più di un decennio, i principali momenti storico-teorici.
In antitesi all’esegesi del neoidealismo italiano, che tendeva ad attribuire alle filosofie di Fichte, Schelling ed Hegel il superamento della finitezza umana che Kant aveva posto a fondamento della sua filosofia, Massolo ha proceduto alla rilettura della genesi dell’idealismo tedesco con l’idea che esso abbia storicizzato i dualismi kantiani in un processo che si compie nella Fenomenologia dello spirito di Hegel.
Nelle fasi più mature della sua riflessione ha tematizzato in vari saggi la problematica della scissione della coscienza comune (Filosofia e coscienza comune, oggi, 1953), l’idea della completa politicizzazione del filosofare (Politicità del filosofo, 1954; Frammento etico-politico, 1958), ed il problema della storia della filosofia con particolare riferimento al ruolo della «coscienza riflettente» del filosofo, nonché al rapporto dialettico tra Pensiero e Realtà nella «città-storia» (La storia della filosofia come problema, 1955). 
Nell’ultimo periodo della sua vicenda intellettuale si è dedicato alla questione della dialettica intesa come dialogo, ovvero quell’elemento dialettico-razionale mediante il quale è possibile conciliare le differenti rappresentazioni dell’oggetto storico-sociale e le contraddizioni all’interno della comunità.
Tramite queste riflessioni, che lo hanno condotto a porsi in diretta polemica con Nietzsche ed Heidegger, Massolo ha contrastato l’idea del sapere come visione solitaria del singolo ed ha concettualizzato l’idea del sapere come processo essenzialmente dialogico e comunicativo (La storia della filosofia e il suo significato, 1961).

## Opere principali
- Mattutino: versi, con prefazione di Vito Mercadante, Palermo, A. Trimarchi, 1927
- Il libro dell'adolescenza: poema, con introduzione di Federico De Maria, Palermo, Convivio, 1929
- Storicità della metafisica, Firenze, Le Monnier, 1944
- Introduzione alla analitica kantiana, Firenze, Sansoni, 1946
- Fichte e la filosofia, Firenze, Sansoni, 1948
- Il primo Schelling, Firenze, Sansoni, 1953
- Prime ricerche di Hegel, («Pubblicazioni dell’Università di Urbino», serie di Lettere e Filosofia, X), Urbino, 1959
- La storia della filosofia come problema ed altri saggi, Firenze, Vallecchi 1955
- Logica hegeliana e filosofia contemporanea: saggi, a cura di Pasquale Salvucci, Firenze, Giunti-Bemporad, 1967.
- Della propedeutica filosofica e altre pagine sparse, Urbino, Montefeltro (post., 1996).